# Hannonville-sous-les-Côtes
Hannonville-sous-les-Côtes – miejscowość i gmina we Francji, w regionie Grand Est, w departamencie Moza.
Według danych na rok 1990 gminę zamieszkiwały 504 osoby, a gęstość zaludnienia wynosiła 32 osób/km² (wśród 2335 gmin Lotaryngii Hannonville-sous-les-Côtes plasuje się na 592. miejscu pod względem liczby ludności, natomiast pod względem powierzchni na miejscu 308.).